# Serhij Kravčuk
Serhij Volodymyrovyč Kravčuk ((in ucraino Сергій Володимирович Кравчук?, in russo Сергей Владимирович Кравчук?, Sergej Vladimirovič Kravčuk; Kiev, 3 giugno 1964) è un ex schermidore sovietico, vincitore di una medaglia di bronzo nella scherma ai giochi olimpici.